# Doğan Duru
Doğan Duru (İzmit, 1973. szeptember 29.) török operaénekes (tenor), rockénekes, basszusgitáros, dalszerző, szövegíró, a Redd együttes frontembere.

## Élete
1993 és 2000 között az Isztambuli Egyetem Állami Konzervatóriumának Opera- és Színházművészet szakán tanult és szerzett diplomát. Ezt követően a Scuola Musicale Di Milano-ban folytatta tanulmányait a Scala-ban fellépő Carlos Del Bosco vezetésével. 1997-ben Tunca Yönder két filmjéhez írt zenét, majd másfél évig fellépett az Anlat Şehrazat című török musicalben.
2001-ben a Ripatransone Workshop-pal Olaszországban turnézott és Puccini-áriákat adott elő. 2002-ben az olasz állam különleges tehetségeknek kiosztott ösztöndíjával a Milánói Konzervatóriumban tanulhatott. Később felvételt nyert az Isztambuli Operaház társulatába, ahonnan azonban pár hónappal később kilépett. 2002 júliusában a Malaga Pablo Picasso Orchestra és a Coda Ensemble meghívott művészeként a Festival Internacional de Música de Jimena fesztiválon lépett fel, ahol többek között Mozart-műveket adott elő szólóénekesként.
2006-ban a Yıldız Egyetem zene és színpadi művészetek szakán másoddiplomázott. 2007-ben egy alapítvány által szervezett komolyzenei kurzust vezetett. 2008-ban a Rock on Broadway show keretében a Jézus Krisztus szupersztár musicalben Júdást játszotta, valamint a Pink Floyd és a Queen dalait adta elő.
1996 óta a Redd együttes frontembere, társzeneszerzője és szövegírója.
Ikertestvére, Güneş Duru, szintén a Redd tagja, eredeti foglalkozása szerint régész, részt vett a Çatal Höyük-ásatásokon is.